# Rsnapshot
rsnapshot (englisch snapshot = Schnappschuss) ist eine Software zur Erstellung von Datensicherungen von lokalen oder entfernten Rechnern.
rsnapshot macht inkrementelle Datensicherungen und benutzt dabei rsync und Hardlinks. Dadurch wird erreicht, dass (wegen rsync) nur die Änderungen übertragen werden, und die Hardlinks erlauben ein platzsparendes vielstufiges Backup. Das Dateisystem auf der Backup-Platte muss Hardlinks erlauben. Datensicherungen von entfernten Rechnern werden mittels rsync über ssh oder per rsync-Server über das Netzwerk vorgenommen, auch NFS ist möglich.
rsnapshot läuft auf allen gängigen UNIX-basierten Betriebssystemen und ist als freie Software unter den Bedingungen der GPL im Quelltext erhältlich.

## Funktionsweise
rsnapshot kann so konfiguriert werden, dass es eine bestimmte Anzahl von stündlichen, täglichen, wöchentlichen und monatlichen Backups anlegt, wobei immer das kleinste Intervall als Basis für das nächstgrößere Intervall dient. So dient beispielsweise ein stündliches Backup als Basis für das tägliche und ein tägliches als Basis für das wöchentliche Backup.
Die Automatisierung selbst wird mittels eines cron-Daemons erreicht.
Bei jeder Ausführung des Programms werden auf den Namen der Intervalle beruhende Verzeichnisse in folgendem Schema angelegt:
```
Daily.0
Daily.1
Daily.2
Hourly.0
Hourly.1
Hourly.2
Hourly.3
Hourly.4
Weekly.0
Weekly.1
Weekly.2
Weekly.3
...
```

Die neuesten Backups der jeweiligen Intervalle haben dabei immer die Erweiterung .0. Während der Ausführung wird der aktuelle Inhalt des .0-Verzeichnisses in das Verzeichnis .1 per Hardlink kopiert. Danach wird mit rsync (im mirror-Modus) nach neuen bzw. modifizierten Dateien gesucht, nur sie werden in das Verzeichnis .0 kopiert. Alle nicht geänderten Dateien behalten ihren Hardlink auf das jeweils „höhere“ Verzeichnis.
Die Daten werden nicht gepackt, und deshalb kann mit einfachen Mitteln unmittelbar auf jede Datei jedes Backups zugegriffen werden.
Wegen der Hardlinks belegt ein vielstufiges Backup i. A. nur etwa das Doppelte bis Dreifache einer einzelnen Sicherung. rsync erlaubt, bestimmte Dateien und Verzeichnisse (z. B. „rotierende“ Logdateien, /tmp-Verzeichnis) nicht mitzusichern.
Es kann sowohl auf dasselbe Dateisystem als auch auf ein anderes lokales Dateisystem (z. B. andere Festplatte) oder über SSH auf ein fernes Dateisystem (eines anderen Rechners) gesichert werden.

## Debian und Ubuntu
Seit April 2021 ist rsnapshot nicht mehr über die offiziellen Paketquellen von Debian 11 (Buster) oder Ubuntu 22.04 (Jammy Jellyfish) zu finden. Als Grund wurde unzureichende Pflege der Software angegeben. Die Installationsdateien (.deb) können aber weiterhin über GitHub heruntergeladen werden. Dies Betrifft auch den Debian-Fork Raspbian, das ehemals offizielle Raspberry-Pi-Betriebssystem.

### Debian
Seit Debian 12 („bookworm“, 2023-06-10) ist rsnapshot wieder „offiziell“.